# ميشيل مريكن

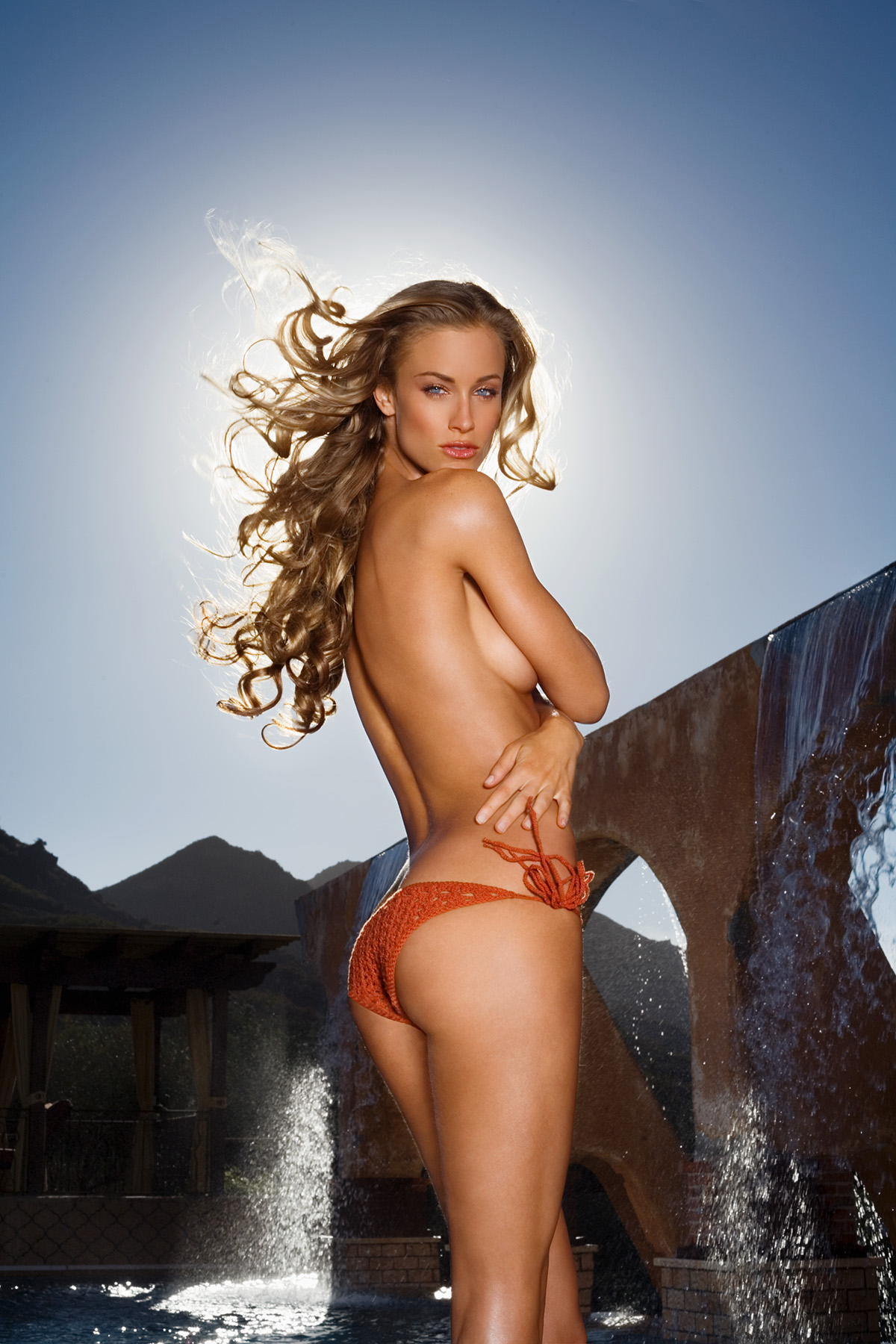
ميشيل في عام 2006

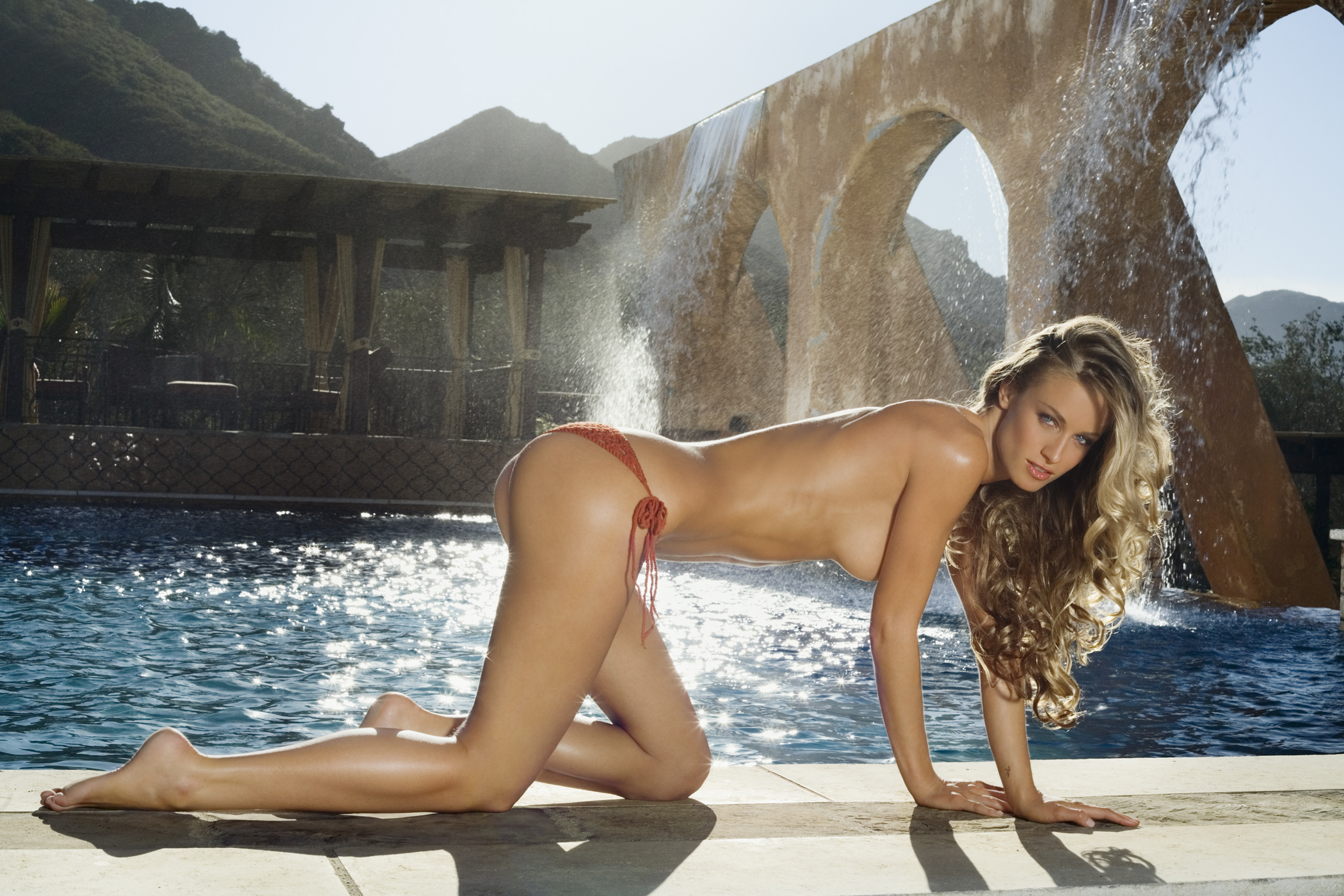
ميشيل في جلسة عرض للمونوكيني

ميشيل مريكن (بالإنجليزية: Michele Merkin)‏ (ولدت في 25 يونيو 1975) هي عارضة أمريكية ومذيعة تلفزيونية.

## وصلات خارجية
- Michele Merkin على موقع ماي سبيس
- ميشيل مريكن على موقع IMDb (الإنجليزية)
- ميشيل مريكن على موقع قاعدة بيانات الفيلم (الإنجليزية)